# Верхній Гулюм
Верхній Гулю́м (рос. Верхний Гулюм, башк. Үрге Гөлөм) — присілок у складі Стерлібашевського району Башкортостану, Росія. Входить до складу Янгурчинської сільської ради.
Населення — 218 осіб (2010; 226 в 2002).
Національний склад:
- татари — 88%